# جورج أوليفر (لاعب كرة قدم أسترالية)
جورج أوليفر (بالإنجليزية: George Oliver)‏ هو لاعب كرة قدم أسترالية أسترالي، ولد في 15 يونيو 1883، وتوفي في 6 يوليو 1964.

## وصلات خارجية
- جورج أوليفر على موقع AustralianFootball.com (الإنجليزية)
- جورج أوليفر على موقع AFLtables.com (الإنجليزية)